# Wau (Sudan Południowy)
Wau (arab. واو) – miasto w Sudanie Południowym; stolica stanu Bahr el Ghazal Zachodni. Położone na lewym brzegu rzeki Jur. Z 136 932 mieszkańcami jest drugim pod względem wielkości miastem kraju.

## Historia
Miasto zostało założone na początku XIX w. przez handlarzy niewolników. Stało się później centrum administracyjnym regionu za czasów kondominium Anglo-Egipskiego.

## Transport
Wau jest stacją końcową linii kolejowej Babanusa-Wau. Istnieją plany przedłużenia linii na południe. Zobacz: Kolej w Sudanie Południowym, Kolej w Sudanie. W mieście znajduje się port lotniczy Wau.

## Demografia
| Rok               | Liczba ludności |
| ----------------- | --------------- |
| 1973              | 52,752          |
| 1983              | 58,008          |
| 1993              | 84,000          |
| 2009 (Szacunkowo) | 136,932         |

## Znani ludzie
- Luol Deng – koszykarz
- Deng Gai – koszykarz
- Thon Maker – koszykarz
- Alek Wek – modelka